# المنظمون (رواية)
المنظمون هي رواية للكاتب الأمريكي ستيفن كينغ، الذي يكتب تحت اسم مستعار هو ريتشارد باكمان. نُشرت في عام 1996 في نفس العام الذي نُشرت فيه الرواية «المشابهة»، البؤس. وتمثل الروايتان عالمين موازيين بعضهما بعضًا، ومعظم الشخصيات الموجودة في عالم رواية ما موجودة أيضًا في واقع الرواية الأخرى، وإن كانت في ظروف مختلفة. بالإضافة إلى ذلك، فإن الإصدارات الأولى من كل رواية، إذا وُضعت جنبًا إلى جنب، تصنع لوحة كاملة، وعلى الجانب الخلفي لكل غلاف نظرة خاطفة أيضًا على غلاف الجهة المقابلة.
كان «كينغ» قد «قضى على» باكمان بعد كشفه أنه اسم مستعار علنًا في وقتٍ قريب من إصدار رواية باكمان «أنحف» عام 1984. ومع ذلك، هناك على غلاف الكتاب مقدمة هزلية كُتبت من قبل محرر الكتاب، زُعم أن هذا العمل في عام 1996 كتبه باكمان قبل سنوات، ولكن المخطوطة لم تُكتشف إلا مؤخرًا من قبل أرملته في صندوق أمتعة.

## التطوير
بدأت الرواية بصفتها سيناريو بعنوان البنادق. يقول كينغ إن الكاتب والمخرج السينمائي سام بيكنباه قرأ النص وقدم بعض الاقتراحات، ولكن بيكنباه توفي أثناء كتابة كينغ للمسودة الثانية.